# 北外滩来福士
上海北外滩来福士（英語：Raffles City the Bund）是一座位于上海虹口区的综合商业建筑物，也是凯德集团旗下品牌来福士广场的全球第十座以及上海市继上海来福士广场和上海长宁来福士广场的第三座分店。

## 历史
项目原称星港国际中心，收购前由上海国际港务拥有。2018年11月获凯德集团联合新加坡政府投资公司(GIC)购入，於2021年7月10日開業。北外滩来福士位于虹口區北外滩的东长治路公平路路口，毗邻摩西会堂。总建筑面积约42万平方米，由东、西2幢高263米50層的办公楼和购物中心组成。其中商場面積12萬平方米，寫字樓面積18萬平方米。

## 交通
- 上海軌道交通12號線提篮桥站[3][4][5]。